# Maria Sibylla Merian
Maria Sibylla Merian, nemška naravoslovka in umetnica, * 2. april 1647, Frankfurt na Majni, † 13. januar 1717, Amsterdam.
Pripadala je mlajši veji družine Merian. Umetniško izobrazbo je prejela od svojega očima Jacoba Marrela, učenca slikarja Georga Flegla. Do leta 1670 je živela v Frankfurtu, nato pa v Nürnbergu, Amsterdamu in Zahodni Friziji. Od guvernerja nizozemske kolonije Surinam, Cornelisa van Sommelsdijka, je sprejela ponudbo in leta 1699 za dve leti odpotovala na obale te južnoameriške države. Po vrnitvi v Evropo je Maria Sibylla Merian objavila svoje glavno umetniško delo Metamorphosis insectorum Surinamensium. Zaradi pikolovske natančnosti velja njena predstavitev preobrazbe metuljev za pomembnega predhodnika sodobne entomologije.

## Življenje

### Frankfurt na Majni
Maria Sibylla Merian se je rodila leta 1647 kot hčerka Matthäusa Meriana starejšega in njegove druge žene Johanne Catharine Sibylla. Njen oče je bil znan založnik in graver v Frankfurtu, urednik »Theatrum Europaeum« in »Topographien«. Ko se je rodila hčerka je bil star že 54 let in bolehen. Umrl je tri leta pozneje. Naslednje leto se je vdova poročila s slikarjem cvetja, Jakobom Marrelom, učencem flamske šole slikarstva, ki je deloval v Frankfurtu, pa tudi na trgu z umetninami v Utrechtu, zato je bil redko doma.
Da ima Maria Sibylla umetniški talent, je postalo jasno že zelo zgodaj, vendar pa je v svoji malomeščanski maniri stroga mati ni podpirala. Zato je risala na skrivaj na podstrešju in kopirala obstoječa umetniška dela. Kasneje jo je podprl njen očim Marrel in jo dal v uk enemu svojih učencev, Abrahamu Mignonu (1640–1679). Z 11 leti je bila Maria Sibylla Merian sposobna izdelati grafike in kmalu presegla svoje učitelje v tej tehniki ter razvila osebni slog slikanja. Slikam cvetja je po vzoru slikarske šole iz Utrechta dodala majhne metulje in hrošče.
V tem času je začela gojiti sviloprejke, vendar je kmalu razširila svojo pozornost še na druge vrste gosenic. V uvodu svojih kasnejših znanih del Žuželke iz Surinama (Metamorphosis insectorum Surinamensium) je zapisala:
»Od malih nog sem delala študije insektov. Sprva sem začela s sviloprejkami v mojem rojstnem mestu Frankfurtu na Majni. Potem sem spoznala, da so druge gosenice veliko lepše in razvite kot kokoni sviloprejke. To me je spodbudilo zbrati vse gosenice, kar sem jih našla in opazovala njihovo preobrazbo. Zato sem izgubila vso človeško družbo in bila zaposlena le s temi opazovanji.«
Njena mati je bila za svojo hči zaskrbljena. Maria Sibylla se je vedno bolj ukvarjala s preobrazbo metuljev in njihovo tipično okolje beležila v svoji skicirki, opazovala je žuželke, vendar ne samo objektivno ampak tudi z velikim spoštovanjem do tega čudeža narave. Ta dva vidika, skupaj z umetniško nadarjenostjo, označuje njeno življenje in delo in ju je mogoče zaslediti v njenih knjigah.
Dne 16. maja 1665 se je Maria Sibylla Merian poročila s Johannom Andreasem Graffom, tudi učencem svojega očima. V tretjem letu zakona je rodila prvo hči, Johanno Heleno.
Nekatere zelo natančne risbe in grafike Johanna Andreasa Graffa so v notranjosti cerkve v Nürenbergu, med njimi lepa kompozicija s pogledom na Nürnberg.

### Nürnberg
Leta 1670 se je družina preselila v Graffov domači kraj, v Nürnberg. Da bi si zagotovili za preživetje je Maria Sibylla prispevala z različnimi dejavnostmi. Vendar pa je bila kot ženska v slikarstvu strokovno zelo omejena. Slikarjem poznega 16. st. je bilo dovoljeno slikati z oljnimi barvami na platno samo moškim in si s tem zagotoviti ugled in dobre dohodke. Ženske so smele slikati samo majhne velikosti, akvarel in gvaš na papir ali pergament. Glavni vir delovanja Marie Sibylle Merian v družini je bilo trgovanje z barvami, laki in slikanje.
Učila je mlade ženske umetnosti slikanja cvetja in vezenje. Z njeno učenko Claro Regino Imhoff (1664–1740) ji je bil omogočen dostop do patricijske družine Imhoff in kasneje do uspešno slikarke cvetja Magdalene Prince (1652–1717). V tem času je izdala prvo knjigo »Neue Blumenbuch«, risbe v njej so bile nekakšne predloge za vezenje. Leta 1675 je izdala nekaj izvodov slik tujega cvetja, v naslednjih izdajah 1677 in 1680 pa tudi slike iz študija narave. Majhno število izvodov in mojstrska barvna tehnika sta pripomogli k temu, da je postala poznana.
Kmalu po tem je izdala svojo knjigo »Čudežna transformacija gosenice in cvetje kot hrana«, ki je vsebovala rezultate njenih večletnih opazovanj. Tukaj so prikazane na vsakem listu razvojne faze žuželk v povezavi z rastlinami, ki jim služijo za hrano. Število izvodov je bilo majhno in ne na kakovostnem papirju.

### Nizozemska
Leta 1685 se je Maria Sibylla odločila po 20 letih zakona, v starosti 38, skupaj z materjo in dvema hčerkama (takrat 17 in 7 let) za nedoločen čas oditi na grad Walta-State blizu Wieuwerda v nizozemski Zahodni Friziji. Spodbudil jo je njen polbrat Caspar, ki je bil tam od leta 1677. Grad je bil last ene izmed treh sester guvernerja Surinama, Cornelisa van Aerssen van Sommelsdijka, in je bil tudi sedež sekte Labadistov. Približno 350 ljudi je častilo zgodnje krščanske ideale, ki so presegali nenaravno ortodoksno uradno cerkev. Vendar pa je bila ta skupina, ki jo je vodil njihov pridigar Yvon (1646–1707) strogo moralno ozkosrčna, kar Merian ni zadovoljilo.
V tej skupini je imela s hčerkama poseben položaj. Umetniško se je usposabljala, izboljšala je svoje znanje latinščine in začela postopoma slikati metulje in rože in študirala zbirko eksotičnih metuljev iz Surinama, ki jo je našla v Walthu. Po smrti svoje matere je zapustila skupino Labadistov in se s hčerama leta 1691 naselila v Amsterdamu. Bivanje v Walthu je bil zanjo nekakšen zavesten premor potreben po življenju v Nürnbergu.
V Amsterdamu je našla številne ideje za svoje umetniško prizadevanje. Kot priznana naravoslovka je imela dostop do kabinetov, rastlinjakov in oranžerij v hišah bogatih državljanov. Seznanila se je s Casparjem Commelinom, direktorjem botaničnega vrta v Amsterdamu, kar je bilo zelo koristno za študij in kasnejše znanstvene beležke za njeno veliko knjigo o žuželkah iz Surinama. V veliki meri je prebrala na novo objavljene knjige o entomologiji in jih primerjala s svojimi študijskimi rezultati. Prav tako je naslikala ilustracije rož in ptic za ljubitelje narave, obstoječim slikam pa dodala slike muh, hroščev in metuljev. Stike z vplivnimi ljudmi v mestu je uporabila za pripravo na načrtovano potovanje v Surinam.

### Potovanje v Surinam
V februarju 1699 je za financiranje potovanja prodala velik del svojih zbirk in slike, v aprilu pa deponirala pri notarju v Amsterdamu testament, v katerem je določila svoje hčere za naslednice. V juniju 1699 je šla z mlajšo hčerko, Dorotheo Mario, na krovu ladje Kauffahrteiseglers v Surinam. O svojih namerah je zapisala v uvodu knjige  »Metamorphosis insectorum Surinamensium«:
Čeprav so jo prijatelji in drugi zaradi ekstremnih podnebnih razmer odvračali od potovanja v Surinam, Maria Sibylla Merian ni spremenila svojih načrtov. Od mesta Amsterdam je dobila finančno podporo za potovanje. Najprej se je ustavila v glavnem mestu države, Paramaribo, kasneje pa v 65 km oddaljeni provinci Labadiste Providentia, kjer je obiskovala skupnost Pietist, kjer so jo ženske vzele na svoje izlete v nedostopne gozdove. Zbirala in zapisovala je vse, kar bi lahko odkrila o tropskih žuželkah. Njena dognanja o dnevnih in nočnih metuljih veljajo še danes. Rastlinska imena je prevzela iz jezika domorodcev. Po dveh letih prebivanja na Surinamu, se je tedaj 54-letna Maria Sibylla, utrujena od prizadevanj, dne 23. septembra 1701 vrnila v Amsterdam.

### Vrnitev v Amsterdam
Župan ji da na razpolago mestno hišo, v kateri je pripravila razstavo eksotičnih osebkov živalskih in rastlinskih vrst. Njene risbe in zbirateljstvo, kot tudi slike na pergament, so bile podlaga za 60 gravur, ki so bile prikazane v obsežnem luksuznem delu flore in favne Surinama, zlasti žuželk, ki tam živijo. Na tem projektu je delalo več graverjev tri leta. Leta 1705 je izšla v usnje vezana in z zlatom okrašena knjiga Marie Sibylle Merian: Metamorphosis insectorum Surinamensium.
V uvodu je pojasnila:
»Pri pripravi tega dela nisem bila plačana ampak bi bila zadovoljna, da povrnem svoje stroške. Zase ne zahtevam plačila. Imam plošče znanih mojstrov in najboljšo knjigo o tem, ter zadovoljstvo da sem pripravila tako poznavalcem umetnosti in ljubiteljem žuželk užitek in veselje. S tem je bil moj namen dosežen.«
Od izkupička relativno drage knjige sama ne bi mogla živeti. Poučevala je slikarstvo, trgovala z umetniškimi artikli in prodala primerke živali in rastlin za naravoslovno zbirko. Najpomembnejši del zbirke, metulje, je kupil bankir Johann Christian Gerning (1745–1802). Njegov sin John Isaac von Gerning (1767–1837) iz Frankfurtu na Majni je bil ustanovitelj poznejšega Natural History Museum v Wiesbadnu. Primerki iz Meriane zbirke služijo znanstvenikom muzeja kot referenčno gradivo še danes. Maria Sibylla Merian je umrla kot velika uveljavljena umetnica in naravoslovka leta 1717 v starosti 69 let v Amsterdamu. Dve leti pred tem je doživela možgansko kap in se nato gibala v invalidskem vozičku. Pokopana je neznano kje.

## Pomen
Maria Sibylla Merian je bila med prvimi raziskovalci, ki so sistematično raziskovali žuželke in njihovo življenje. Pokazala je, da so različne vrste metuljev odvisne od določenih gostiteljskih rastlin in da nesejo jajčeca le na teh rastlinah. Predvsem preobrazba živali v življenjskem ciklu je bila do tedaj večinoma neznana. Čeprav so naravoslovci vedeli za preobrazbo iz gosenice do odraslih metuljev, je bilo vse drugo nepoznano. Merian je odločilno prispevala k novemu vedenju tudi zato, ker se je njena knjiga Čudežna transformacijo gosenice in cvetje kot hrana pojavila v nemškem jeziku. Iz istega razloga pa ji veliko znanstvenikov tedanjega časa ni dalo priznanja, saj je bil tehnični jezik znanstvenikov latinščina.
Nenavadno je tudi dejstvo, da je nadaljevala svoje delo v Južni Ameriki. Potovanja v kolonije so bila pogosta zaradi trgovine s sužnji ali zaradi iskanja zakladov ter kot avanturisti. Raziskave pa so bile skoraj neznane. Prav tako je potovalni načrt Marie Sibylle Merian težko jemati resno, saj niso bile poznane težke razmere v džungli Surinama in nič o živalih in rastlinah.
Ne glede na znanstvene rezultate so okoliščine potovanja povzročile pravo senzacijo. Ženska, leta 1700, brez moške zaščite, spremlja jo samo hči, cele tedne na trgovski ladji, za dve leti odide v džunglo, čez dan jo spremlja nekaj domorodcev v vročem in vlažnem podnebju, da bi v ekvatorialni džungli opravljala znanstveno raziskovanje - Europa ji mora dati trajno slavo in spoštovanje. Napisane so bile se številne biografije in ducat romanov o Marii Sibylla Merian.
Njeno umetniško delo je bilo od sodobnikov priznano že za njenega življenja. Prve izdaje so hitro izginile v univerzitetnih knjižnicah in pri nekaterih znanstvenikih in zbiralcih. Ponatis »metamorfoze ...« ni bil aktualen za komercialno uporabo. Šele v 20. stoletju se je razmahnilo ponovno zanimanje za ponatis barvnih listov. Šele zdaj je bilo mogoče reproducirati izvirno izdajo s pomočjo napredne reprodukcijske tehnike in postopkov tiskanja in jo razširiti v večjih količinah.

## Uporaba imena in podobe
V poznem 20. stoletju je delo Marije Sibylle Merian tudi javno ocenjeno in cenjeno. Njena podoba je bila najprej načrtovana za v letu 1990 na novo uvedenih bankovcih za 100 DM, kasneje pa uporabljena na bankovcih za 500 DM. Merianin žig je bil tudi na znamki za 40 pfeningov. To je veljalo do prehoda na evro leta 2002.
Po njej so imenovane mnoge šole, vključno s šolo v Bochumu, v Dresdnu se po njej imenuje trg Merianplatz. Tudi za poslikave porcelana so uporabljene njene risbe.
Raziskovalno plovilo za raziskave ledu Inštituta za raziskovanje Baltskega morja v Leibnizu nosi od 26. julija 2005 ime Marija S. Merian. Ladja je v uporabi na Inštitutu od 9. februarja 2006.
Od leta 1993 hessensko Ministrstvo za znanost in umetnost podeljuje dvema mladima umetnikoma na leto nagrado Marie Sibylle Merian. Večkrat je bilo predlagano, naj se nagrada razdeli tako, da bi bila ena za obetavnega umetnika in ena za mladega znanstvenika.
Motiv iz »Metamorfoz ...« (pola št. XIII, ameriška sliva) je bil leta 2006 uporabljen kot naslovnica za album Hamburške pop skupine Blumfeld.
Na Veneri je po njej poimenovan krater premera 22 km.

## Dela
- Neues Blumenbuch. Prestel, München 1999, 2003 (Reprint in 2 Bänden), ISBN 3-7913-2060-2, ISBN 3-7913-2663-5
  - Band 1. Nürnberg 1675.
  - Band 2. Nürnberg 1677.
  - Band 3. Nürnberg 1680.
- Der Raupen wunderbare Verwandlung und sonderbare Blumennahrung. 3 Bände. Graff, Nürnberg 1679–1683. (Microform 1991), Harenberg, Dortmund 1982 (Reprint), ISBN 3-88379-331-0
- Metamorphosis insectorum Surinamensium. Amsterdam 1705, Piron, London 1980–1982 (Reprint), Insel, Frankfurt am Main 1992 (Reprint), ISBN 3-458-16171-6
  - Metamorphosis insectorum Surinamensium (Dissertatio de generatione et metamorphosis insectorum Surinamensium) 1719 (mit ergänzten Tafeln, insgesamt 71 Bildtafeln)